# Дюселдорфска художествена академия
Дюселдорфската художествена академия (на немски: Kunstakademie Düsseldorf) е сред най-старите и реномирани художествени академии в Германия. Основана е през 1773 г. в Дюселдорф.
През XIX век известност придобива Дюселдорфската живописна школа. От 2005 г. академията разполага със собствена галерия, в която се организират изложби основно на преподавателите от училището.
В академията от нейното основаване до днес са следвали и преподавали много от известните немски художници. Известни преподаватели и студенти: Бернд и Хила Бехер, Йозеф Бойс, Гюнтер Грас, Андреас Гурски, Михаела Дановска, Феликс Дрьозе, Йорг Имендорф, Паул Клее, Зигмар Полке, Герхард Рихтер, Анзелм Фойербах, Ормар Хьорл, Янис Кунелис и др.